# Småögd lundkortvinge
Småögd lundkortvinge (Quedius fulgidus) är en skalbaggsart som först beskrevs av Fabricius 1793.  Småögd lundkortvinge ingår i släktet Quedius, och familjen kortvingar. Enligt den finländska rödlistan är arten nationellt utdöd i Finland. Enligt den svenska rödlistan är arten nära hotad i Sverige. Arten förekommer i Götaland, Öland, Svealand, Nedre Norrland och Övre Norrland. Artens livsmiljö är byggnader.